# Erfjords kommun
Erfjords kommun (norska: Erfjord kommune) var en kommun i Rogaland fylke i sydvästra Norge. Kommunen omfattade ett område i den södra delen av nuvarande Suldals kommun (Erfjords socken). Byn Hålandsosen utgjorde kommunens centralort.

## Administrativ historik
Erfjords kommun upprättades den 1 januari 1914 genom utbrytning ur Jelsa kommun. Kommunen hade 617 invånare vid upprättandet.
Den 1 januari 1965 gick Erfjords kommun, tillsammans med Sands kommun och delar av kommunerna Imsland och Jelsa, upp i Suldals kommun. Kommunens hade då 610 invånare.